# Ensemble Organum
Ensemble Organum es un grupo francés de música antigua especializado en la música vocal e instrumental de la Edad Media.

## Historia

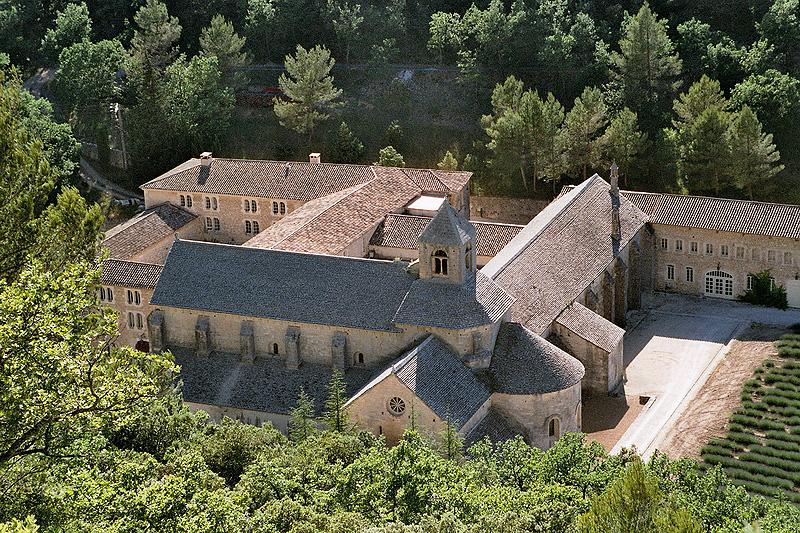
Abadía de Sénanque

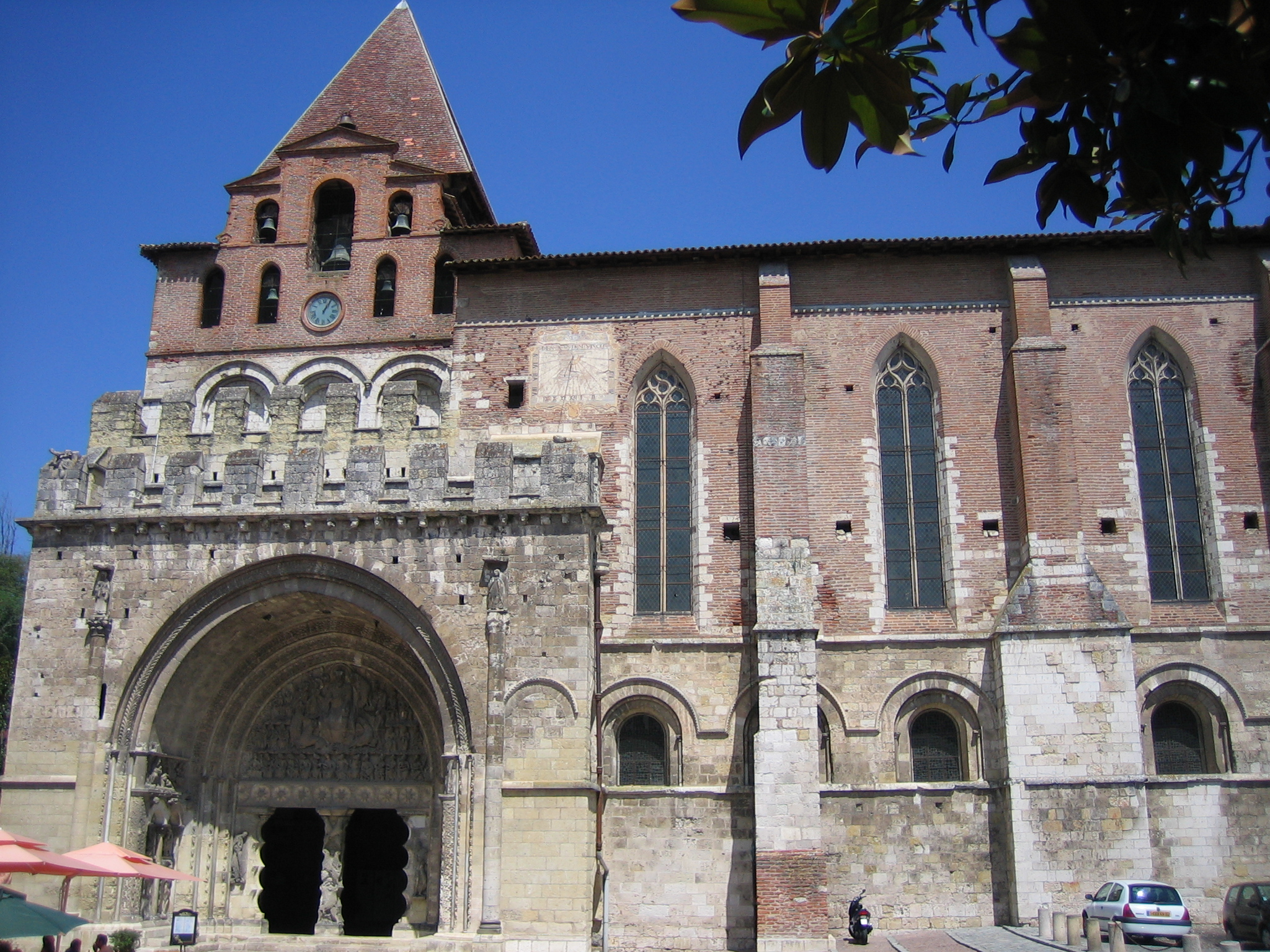
Abadía de Moissac

Fue fundado en 1982 por Marcel Pérès en la Abadía de Sénanque e instalado en 1984 en la "Foundation Royaumont", donde trabaja en combinación con el centro de investigación ARIMM (Atelier pour la Recherche sur l'Interprétation des Musiques Médiévales), también fundado por Pérès, y que a partir de 1994 pasaría a denominarse CERIMM (Centre Européen pour la Recherche sur l'Interprétation des Musiques Médiévales).
En 2001, la sede del grupo se traslada a la Abadía de Moissac, en la región de Midi-Pyrénées, donde se crea un nuevo centro de investigación, el CIRMA (Centre Itinérant de Recherche sur les Musiques Anciennes).

## Miembros
El grupo tiene una estructura flexible y, dependiendo del repertorio a interpretar, incorpora cantantes procedentes de diferentes países y con distintas tradiciones musicales. 
Los componentes y colaboradores que han participado en el grupo a lo largo de los años son: Aline Filippi, Anne Duperray, Antoine Guerber, Antoine Sicot, Astrid maugard, Bruno Boterf, Christian Barrier, Cyrille Gerstenhaber, Dominique Vellard, Dominique Visse, Eric Guillermin, Florence Limon, François Barbalozi, François Fauché, François-Philippe Barbalosi, Frédéric Richard, Fréderic Tavernier, Gérard Lesne, Gianni de Genaro, Gilberte Casabianca, Gilles Schneider, Giovanangelo de Gennaro, Isabelle Héroux, Jean-Christophe Candau, Jean-Étienne Langianni, Jean-Loup Charvet, Jean-Paul Rigaud, Jean-Pierre Lanfranchi, Jérôme Casalonga, Josep Benet, Josep Cabré, Kinga Cserjési, Kristin Hoefener, Laurence Brisset, Luc Terrieux, Lycourgos Angelopoulos, Malcolm Bothwell, Marie-France Leclercq, Marie Garnodon, Michel Gauvain, Nanneke Schaap (viella), Nicole Casalonga, Pascale Poulard, Pasquale Mourey, Patrizia Bovi, Patrick Aubailly, Paul Willenbrock, Philippe Balloy, Philippe Cantor, Samuel Husser, Soeur Marie Keyrouz, Stephen Grant, Stephan van Dyck y Valérie Gabriel.

## Repertorio
El grupo está especializado en un repertorio que va desde las tradiciones musicales de los primeros tiempos del cristianismo anteriores al canto gregoriano, como el canto romano antiguo, el canto ambrosiano o el canto beneventano, hasta obras de los siglos XVII y XVIII relacionadas con la tradición medieval, con incursiones ocasionales incluso en obras del siglo XX, procedentes de áreas donde todavía se mantienen vivas las tradiciones vocales e instrumentales de ese periodo.
Una de las características del grupo es su interés por reconstruir la manera como se cantaba antiguamente, con especial atención a la ornamentación, los intervalos y los microtonos. Para ello han estudiado la manera de cantar en algunas regiones, como Córcega, donde las antiguas tradiciones se han mantenido vivas, debido a su relativo aislamiento. El resultado es notoriamente diferente a la manera de cantar que se impuso desde la Abadía de Solesmes en el siglo XIX, recordando por sus melismas a los cantos de la Iglesia ortodoxa.

## Discografía
La discografía que viene a continuación se ordena según la fecha de lanzamiento de los discos. La referencia incluida es siempre la de la última reedición en CD:
- 1983 - Polyphonie Aquitaine du XIIe siècle. Saint Martial de Limoges. Harmonia Mundi "Musique d'abord" HMA 190 1134.
- 1984 - Messe du Jour de Noël. École Notre Dame. Harmonia Mundi HMX 297 1148.
- 1985 - Chants de L'Église de Rome des VIIe et VIIIe Siècles. Période Byzantine. Harmonia Mundi "Musique d'abord" HMA 195 1218.
- 1986 - Josquin Desprez: Missa Pange lingua. Ensemble Organum junto con el Ensemble Clément Janequin. Harmonia Mundi HMC 90 1239.
- 1986 - Codex Chantilly. Airs de Cour du XIVe siècle. Harmonia Mundi "musique d'abord" HMA 195 1252.
- 1986 - Corsica. Chants polyphoniques. Ensemble Organum junto con E Voce de u Cumune. Harmonia mundi HMC 90 1256.
- 1987 - François Couperin: Messe à l'usage des Paroisses (1690). Ensemble Organum y Jean-Charles Ablitzer (órgano). Harmonic Records H/CD 8613.
- 1988 - Chants de l'Église Milanaise. Harmonia Mundi "Musique d'abord" HMA 195 1295.
- 1989 - Plain-chant Cathedrale d'Auxerre. Harmonia Mundi "musique d'abord" 1901319.
- 1989 - Carmina Burana. Le Grand Mystère de la Passion. Harmonia Mundi HMC 90 1323/24 (2 CD).
- 1990 - Le jeu des pèlerins d'emmaüs. Drame liturgique du XIIe siècle. Harmonia Mundi HMX 290 1347.
- 1990 - Messe de Tournai. Harmonia Mundi "musique d'abord" HMA 195 1353.
- 1990 - Codex Faenza. Italie, XVe siècle. Harmonia Mundi musique d'abord HMA 190 1354.
- 1991 - Messe de Saint Marcel. Chants de L'Église de Rome (VIIe & XIIIe siècles). Harmonia Mundi "musique d'abord" 195 1382.
- 1991 - Palestrina: Missa Viri Galilaei. Ensemble Organum junto con La Chapelle Royale (dir. por Philippe Herreweghe). Harmonia Mundi "musique d'abord" HMA 195 1388.
- 1992 - Chant Cistercien. Monodies du XIIe siècle. Harmonia Mundi 2901392.
- 1993 - Le Graduel d'Aliénor de Bretagne. Plain-chant et polyphonie des XIIIe & XIVe siècles. Harmonia Mundi HMD 90 1403.
- 1993 - Ockeghem: Requiem. Harmonia Mundi HMD 941441.
- 1993 - Chants de la Cathédrale de Benevento. Semaine Sainte & Pâques. Harmonia Mundi HMC 90 1476.
- 1994 - Chant Corse. Manuscrits franciscains des XVIIe-XVIIIe siècles. Harmonia Mundi 901495.
- 1994 - Plain-Chant Parisien. Junto con Les Pages de la Chapelle
- 1995 - Chant Mozarabe. Cathédrale de Tolède (XVe siècle)
- 1995 - École Notre Dame. Messe de la Nativité de la Vierge
- 1996 - Laudario di Cortona. Un mystère du XIIIe siècle
- 1996 - Guillaume de Machaut: Messe de Notre Dame
- 1997 - Hildegard von Bingen: Laudes de Sainte Ursule
- 1998 - Chants de l'Église de Rome: Vêpres du jour de Pâques
- 2004 - Compostela. Ad Vesperas Sancti Iacobi. Codex Calixtinus XIIe siècle
- 2005 - Ad vesperas Sancti Ludovici Regis Franciæ. Antiphonaire des Invalides, 1682
- 2006 - Le Chant des Templiers. Le Manuscrit du Saint Sépulcre
- 2008 - Chant de l'Église de Rome. Incarnatio Verbi
- 2009 - Missa Gótica

Álbumes recopilatorios:
- 1995 - Marcel Pérès Portrait. Harmonia mundi SP 042.
- 1998 - Trois Maîtres du Moyen Age. From Chant to Polyphony. Harmonia Mundi 290891 (3 CD). Agrupa los siguientes tres discos en una sola caja: 
  - 1993 - Ockeghem: Requiem.
  - 1996 - Guillaume de Machaut: La Messe de Nostre Dame
  - 1997 - Hildegard von Bingen - Laudes de Sainte Ursule

Álbumes recopilatorios junto con otros grupos:
- 1995 - Ancient Voices. Vox sacra. Anonymous 4, Ensemble Organum - Marcel Pérès y Soeur Marie Keyrouz. Harmonia mundi HMX 290 608.
- 1995 - Les Très Riches Heures du Moyen-Âge. A Medieval Journey. Soeur Marie Keyrouz, Ensemble Organum, Deller Consort, Clemencic Consort, Anonymous 4, Hilliard Ensemble, Newberry Consort y Paul O'Dette. Harmonia mundi HMX 290 649 / 654 (6 CD)
- 1996 - Musica humana. Anonymous 4, Discantus, Ensemble Gilles Binchois, Choeur byzantin de Grèce, Ensemble Organum, Musica Nova, Crawford Young y John Fleagle, Gothic Voices, Hilliard Ensemble, Houria Aïchi, Yann-Fanch Kemener, Ozan Firat, Kalenda Maya y Françoise Atlan. L'Empreinte digitale ED 13 047.
- 2005 - Century 6 - Le Siècle de l'Ars Nova. Harmonia Mundi HAR 290 8168
- 2005 - Century 7 - Ars Subtilior. Harmonia Mundi HAR 290 8169
- 2006 - Missa. Harmonia Mundi HMX 290 8183 (3 CD).